# إلمو بيرس لي
إلمو بيرس لي (بالإنجليزية: Elmo Pearce Lee)‏ هو قاضي ومحامي أمريكي، ولد في 10 فبراير 1882 في كوشاتا في الولايات المتحدة، وتوفي في 26 يوليو 1949.